# NGC 4440
NGC 4440 is een balkspiraalstelsel in het sterrenbeeld Maagd. Het hemelobject werd op 17 april 1784 ontdekt door de Duits-Britse astronoom William Herschel.

## Synoniemen
- UGC 7581
- MCG 2-32-67
- ZWG 70.99
- VCC 1047
- PGC 40927